# TTPAL
TTPAL (англ. Alpha tocopherol transfer protein like) – білок, який кодується однойменним геном, розташованим у людей на короткому плечі 20-ї хромосоми. Довжина поліпептидного ланцюга білка становить 342 амінокислот, а молекулярна маса — 38 515.
| 10         |  | 20         |  | 30         |  | 40         |  | 50         |
| ---------- |  | ---------- |  | ---------- |  | ---------- |  | ---------- |
| MSEESDSLRT |  | SPSVASLSEN |  | ELPPPPEPPG |  | YVCSLTEDLV |  | TKAREELQEK |
| PEWRLRDVQA |  | LRDMVRKEYP |  | NLSTSLDDAF |  | LLRFLRARKF |  | DYDRALQLLV |
| NYHSCRRSWP |  | EVFNNLKPSA |  | LKDVLASGFL |  | TVLPHTDPRG |  | CHVVCIRPDR |
| WIPSNYPITE |  | NIRAIYLTLE |  | KLIQSEETQV |  | NGIVILADYK |  | GVSLSKASHF |
| GPFIAKKVIG |  | ILQDGFPIRI |  | KAVHVVNEPR |  | IFKGIFAIIK |  | PFLKEKIANR |
| FFLHGSDLNS |  | LHTNLPRSIL |  | PKEYGGTAGE |  | LDTATWNAVL |  | LASEDDFVKE |
| FCQPVPACDS |  | ILGQTLLPEG |  | LTSDAQCDDS |  | LRAVKSQLYS |  | CY         |

A: Аланін

C: Цистеїн

D: Аспарагінова кислота

E: Глутамінова кислота

F: Фенілаланін

G: Гліцин

H: Гістидин

I: Ізолейцин

K: Лізин

L: Лейцин

M: Метіонін

N: Аспарагін

P: Пролін

Q: Глутамін

R: Аргінін

S: Серин

T: Треонін

V: Валін

W: Триптофан

Задіяний у такому біологічному процесі, як транспорт. 